# Акьюз, Мерт
Мерт Акьюз (тур. Mert Akyüz; 2 октября 1993 года, Аксарай) — турецкий футболист, вратарь клуба «Аданаспор».

## Клубная карьера
Мерт Акьюз — воспитанник турецкого клуба «Аданаспор». В 2011 году он заключил с ним профессиональный контракт, но продолжил играть за резервную команду клуба. Первую половину 2012 года Мерт Акьюз провёл в «Искендерунспоре 1967», ворота которого он защищал в двух матчах в рамках турецкой Третьей лиги. В сезоне 2013/14 Мерт Акьюз также на правах аренды играл за команду Третьей лиги «Паясспор». Наконец 19 декабря 2014 года он дебютировал за «Аданаспор» в Первой лиге, пропустив 1 гол в домашнем поединке против «Османлыспора». По итогам сезона 2015/16, в котором Мерт Акьюз без замен защищал ворота команды с 1 по 31 тур, «Аданаспор» выиграл Первую лигу и спустя 12 лет вернулся в Суперлигу. 19 августа 2016 года Мерт Акьюз дебютировал в главной турецкой лиге, в домашнем матче с «Бурсаспором».